# Chimay Spring Festival
 (septembre 2022).
Si vous disposez d'ouvrages ou d'articles de référence ou si vous connaissez des sites web de qualité traitant du thème abordé ici, merci de compléter l'article en donnant les références utiles à sa vérifiabilité et en les liant à la section « Notes et références ».
Le Chimay Spring Festival est un festival organisé depuis 2004 à Chimay en Belgique. 

## Présentation
Le Chimay Spring Festival, est un concept développé par les Rhétos du C.E. Saint Joseph de Chimay, des anciens de l’école, des professeurs et des parents, regroupés tous ensemble dans une ASBL (Capsynxis), sans oublier le soutien de la Fondation Chimay-Wartoise, de la Ville de Chimay, du Centre Culturel Sudhaina et du programme européen Interreg III. Depuis 2004, ce projet vient s’appuyer sur la notoriété régionale de la « boum des Rhétos ». Cet événement draine chaque année un public de plus en plus large. En 2009, le festival a accueilli quelque 4 000 festivaliers. Le festival est un évènement musical et festif, dans une région mêlant tradition séculaire, dynamisme et rayonnement culturel transfrontalier vers la France et national vers la Flandre. Cependant en 2014, le Chimay Spring Festival n'est plus considéré comme un festival mais le redeviendra en 2015.

## Les éditions

### Première: 2004
- Degenerated
- Flying Cows
- Court Circuit
- Daddy k

### Deuxième: 2005
- Pandemonium
- Degenerated
- Atomic Leaf
- Skarbone 14

### Troisième: 2006
- Flexa Lyndo
- SFP
- Sweek
- Poulycroc
- One Day clinic
- Pandemonium

### Quatrième: 2007
- Stepahane Signore
- Tom Hades
- Janez Detd.
- Showstar
- Skaïra
- Elvis Black Stars
- KafK
- Plethora
- Illusive Concept

### Cinquième: 2008
- Joshua
- The Tellers
- Binum
- James Deano
- Loulou Players
- One Day Clinic
- Nightingale
- Undercover
- Krasheur 2 Rime
- Ecco
- Heaven Path

### Sixième: 2009
- Unmade Spirit
- Splatcats
- KafK
- Ced & Dux & Dam's
- b-SHAKE
- BaliMurphy
- Jeronimo
- Malibu Stacy
- The Subs
- Marcus
- Dr Lektroluv

### Septième: 2010
- David Vendetta
- Absynthe Minded
- Mashed Paper Klub
- Bulls on Parade
- Superamazoo
- OneDayClinic
- John 'Daster
- WaliBarad
- Ced & Dux
- Obama vs Sarko
- Kurskin

### Huitième: 2011
- Bauchklang
- Suarez
- High Voltage play AC/DC
- Los Petardos
- Skating Teenagers
- Krasheur 2 Rime
- Opalis
- Party Harders
- Highbloo

### Neuvième: 2012
- Les Petits Pilous
- SALM (Somethingalamode)
- AKS
- Lucy Lucy
- Skarbone 14
- Arkadium play Red hot chili peppers
- 13 NRV
- Les anges gardiens
- sOAk

### Dixième: 2013
- Basto
- Joshua
- Alpha 2.1
- Piano Club
- Vienna
- PILGRIMS play QUEEN
- Las Caras
- Over Me
- Dandy Shoes
- Mr.Magnetik